# Luis Suárez Miramontes
Luis Suárez Miramontes (2. května 1935 A Coruña, Galicie, Španělsko – 9. července 2023) byl španělský fotbalista a trenér.

## Kariéra

### Hráčská kariéra

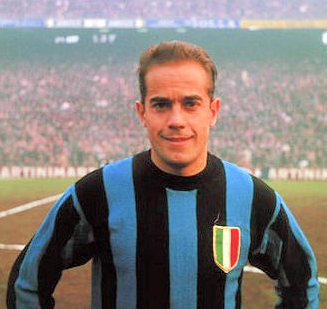
Suárez v Interu Milán na San Siru

Hrál na pozici záložníka za Deportivo de La Coruña, Barcelonu, Inter Milán, Sampdorii a španělskou reprezentaci. Suárez, jenž obyčejně hrával na levé straně, je považován za jednoho z největších fotbalistů španělské historie. Byl oceňován pro přesnou přihrávku a výbušnou střelu a v roce 1960 získal Zlatý míč. V roce 1964 pomohl Španělsku k vítězství na mistrovství Evropy. Byl též důležitým hráčem úspěšného barcelonského týmu z padesátých let, poté přestoupil do Inter Milán, kde se stal důležitou součástí legendárního La Grande Inter. Z profesionálního fotbalu odešel v roce 1973, po třech sezónách strávených v Sampdorii.

### Trenérská kariéra
Následně Suárez zahájil svoji trenérskou kariéru a vedl Inter Milán ve třech zápasech, z toho ve dvou jako prozatímní trenér. Dále trénoval jak španělskou reprezentaci do 21 let, tak hlavní tým. Španělsko trénoval ve 27 zápasech a přivedl ho do osmifinále mistrovství světa ve fotbale v roce 1990. Trénoval i několik italských a španělských klubů.